# Премия Мануэля Лекуоны
Премия Мануэ́ля Лекуо́ны (исп. Premio Manuel Lekuona, баск. Manuel Lekuona Saria) — награда Эуско Икаскунцы, созданная в 1983 году. Награда посвящена первому её лауреату, профессору баскского языка и литературы Мануэлю Лекуоне.

## Награждённые
Это список награждённых премией Мануэля Лекуоны:
- 2022. Энкарни Генуа[исп.]
- 2021. Йон Багуэс[баск.]
- 2020. Хосе Рамон Эчебаррия[баск.]
- 2019. Шабьер Амуриса[исп.]
- 2018. Мария Хосе Асурменди[баск.]
- 2017. Фермин Лейсаола[баск.], этнограф.
- 2016. Жан-Луи Даван[фр.], член Эускальцайндии.
- 2015. Джоан Мари Торреальдай[исп.], член Эускальцайндии и священник.
- 2014. Анчон Агирре[исп.], историк, антрополог и этнограф.
- 2012. Соледад де Сильва-и-Верастеги[баск.], историк.
- 2011. Хосе Луис Ансорена[исп.], композитор.
- 2010. Хосе Антонио Арана[исп.], член Эускальцайндии.
- 2009. Чомин Пейен, писатель, лингвист, этнограф, член Эускальцайндии.
- 2008. Мончо Армендарис
- 2007. Сабин Салаберри[исп.]
- 2006. Менчу Галь[исп.]
- 2005. Элиас Амесага[исп.], писатель.
- 2004. Жан Аричелар, член Эускальцайндии.
- 2003. Хесус Ача[баск.]
- 2002. Армандо Льянос[баск.]
- 2001. Хосе Игнасио Тельечеа[исп.]
- 2000. Хосе Мигель Асаола[исп.]
- 1999. Пьяррес Чарритон[исп.]
- 1998. Хосе Мария Химено[исп.], историк.
- 1997. Микаэла Портилья[исп.]
- 1996. Хорхе Отейса, скульптор.
- 1995. Адриан Селайя
- 1994. Ирацедер[фр.]
- 1993. Франсиско Салинас[исп.]
- 1992. Бернардо Эсторнес[исп.]
- 1991. Карлос Сантамария[фр.]
- 1990. Херардо Лопес[исп.]
- 1989. Эжен Гойенече[исп.]
- 1988. Мануэль Лаборде[баск.]
- 1987. Хусто Гарате[исп.]
- 1986. Андрес Элисео Маньярикуа[баск.]
- 1985. Касто Инца (Хорхе де Рьесу)[баск.]
- 1984. Одон Апрайс[исп.]
- 1983. Мануэль де Лекуона, преподаватель баскского языка и литературы.